# 莫哈末吉亚
莫哈末吉亚（或译作莫哈末吉雅，1990年3月15日—），全名为莫哈末吉雅·祖基菲里，是马来西亚的铅球选手。

## 早年生活
莫哈末出生于雪兰莪，在学前班被诊断出患有智力障碍。 他就读于吉兰丹的丹娜美拉技术中学，并参与学校体育活动。 在加入马来西亚国家体育理事会之前，他在吉隆坡的东姑阿都拉曼路卖粿条。 他是四个兄弟姐妹中的老大。

## 运动生涯
莫哈默首次亮相是在 2012 年伦敦残奥会上，他在男子 T20 (classification)|F20] 铅球比赛中以 15.21 米的成绩获得铜牌。

### 2020 年东京夏季残奥会
在2020年夏季残疾人奥林匹克运动会上，莫哈末代表马来西亚并在2020 年夏季残奥会田径 - 男子铅球中获得金牌 他在铅球项目中获得了第一名，并在决赛第三轮中以 17.94 米的成绩再次打破世界纪录。 他最初到达报到室的时间比预计时间晚了三分钟，但被允许参加比赛。然而，在乌克兰队提出上诉后，他和另外两名选手都被取消了资格，记录作废。 尽管运动员们辩称，他们没有意识到相关公告，因为公告中使用的是他们不懂的语言，但裁决仍被维持。 在被取消资格后，乌克兰的 Maksym Koval 获得了金牌和 世界纪录。

## 头衔

### 马来西亚
- 护国武士勋章（英语：Order of the Defender of the Realm） （2017年）[4][5]